# Jenny Maxwell
Jenny Maxwell (3. september 1941 – 10. juni 1981) var en amerikansk skuespiller.
Jenny Maxwell er bedst kendt for sin rolle som Ellie Corbett i Elvis Presley-filmen Blue Hawaii fra 1961. Hun havde endvidere mindre roller i filmene Blue Denim (1959), Shotgun Wedding (1963) og Take Her, She's Mine (også fra 1963) Sidstnævnte var med James Stewart i hovedrollen. 
I 1981 blev Jenny Maxwell og hendes mand, Irvin Roeder, skudt ned under et røveri foran deres hjem i Beverly Hills. Hun blev 39 år.

## Links
- Jenny Maxwell på Internet Movie Database (engelsk)
- Jenny Maxwell på The Movie Database (engelsk)